# Marbles
Marbles es el decimotercer álbum de estudio del grupo Marillion, producido en 2004.
A diferencia de su álbum anterior, Anoraknophobia (2001), que fue financiado en gran medida por una campaña en la que se ordenaba la compra por anticipado, este lo fue por una campaña publicitaria por la que los fanes financiaron el álbum. Aquellos admiradores que ordenaran por anticipado la compra del álbum recibirían en exclusiva un doble CD, llamado "Deluxe Campaign Edition", con un folleto que contendría los nombres de todos los que lo encargasen antes de una determinada fecha.
La fecha de presentación al público en general de la versión del CD sencillo del álbum fue el 3 de mayo de 2004, mientras que la versión del CD doble todavía podría ser obtenida en la página web del grupo.
Se hizo una edición limitada, de 500 copias, en disco de vinilo blanco multicolor por Racket Records el 13 de noviembre de 2006.

## Lista de canciones

### Versión de CD doble
| N.º | Título                        | Duración |  |
| 1.  | «The Invisible Man»           | 13:37    |  |
| 2.  | «Marbles I»                   | 1:42     |  |
| 3.  | «Genie»                       | 4:54     |  |
| 4.  | «Fantastic Place»             | 6:12     |  |
| 5.  | «The Only Unforgivable Thing» | 7:13     |  |
| 6.  | «Marbles II»                  | 2:02     |  |
| 7.  | «Ocean Cloud»                 | 17:58    |  |
| 8.  | «Marbles III»                 | 1:51     |  |
| 9.  | «The Damage»                  | 4:35     |  |
| 10. | «Don't Hurt Yourself»         | 5:48     |  |
| 11. | «You're Gone»                 | 6:25     |  |
| 12. | «Angelina»                    | 7:42     |  |
| 13. | «Drilling Holes»              | 5:11     |  |
| 14. | «Marbles IV»                  | 1:26     |  |
| 15. | «Neverland»                   | 12:10    |  |

### Versión de CD sencillo
| N.º | Título                      | Duración |  |
| 1.  | «The Invisible Man»         | 13:37    |  |
| 2.  | «Marbles I»                 | 1:42     |  |
| 3.  | «You're Gone»               | 6:25     |  |
| 4.  | «Angelina»                  | 7:42     |  |
| 5.  | «Marbles II»                | 2:02     |  |
| 6.  | «Don't Hurt Yourself»       | 5:48     |  |
| 7.  | «Fantastic Place»           | 6:12     |  |
| 8.  | «Marbles III»               | 1:51     |  |
| 9.  | «Drilling Holes»            | 5:11     |  |
| 10. | «Marbles IV»                | 1:26     |  |
| 11. | «Neverland»                 | 12:10    |  |
| 12. | «You're Gone" (single mix)» | 4:05     |  |

### Edición limitada "Reedición en vinilo"
Lado A
| N.º | Título | Duración |  |

Lado B
| N.º | Título | Duración |  |

Lado C
| N.º | Título | Duración |  |

Lado D
| N.º | Título | Duración |  |

## Personal
- Steve Hogarth – vocales
- Mark Kelly – teclados
- Ian Mosley – batería
- Steve Rothery – guitarra
- Pete Trewavas – bajo